# Gare des Yvris-Noisy-le-Grand
Pour les articles homonymes, voir Gare de Noisy.
La gare des Yvris-Noisy-le-Grand est une gare ferroviaire française de la ligne de Paris-Est à Mulhouse-Ville, située dans le quartier des Yvris sur le territoire de la commune de Noisy-le-Grand dans le département de la Seine-Saint-Denis, en région Île-de-France. La commune dispose également des gares de Noisy - Champs et de Noisy-le-Grand-Mont d'Est. C'est une gare de la Société nationale des chemins de fer français (SNCF), desservie par les trains de la ligne E du RER.

## Situation ferroviaire
Établie à 100 mètres d'altitude, la gare des Yvris-Noisy-le-Grand est située au point kilométrique (PK) 23,824 de la ligne de Paris-Est à Mulhouse-Ville, entre les gares de Villiers-sur-Marne - Le Plessis-Trévise et d'Émerainville - Pontault-Combault.

## Histoire
Ouverte le 13 janvier 1974 à l'occasion de l'électrification de la ligne entre Noisy et Tournan, la gare, qui porte le nom d'un quartier de la commune de Noisy-le-Grand, est intégrée depuis le 14 décembre 2003 à la ligne E du RER parcourant la branche E4 (Tournan). Elle était jusqu'alors desservie par des trains de banlieue en provenance de la gare de Paris-Est.
En 2023, selon les estimations de la SNCF, la fréquentation annuelle de la gare est de 803 757 voyageurs.

## Service des voyageurs

### Accueil
La gare est ouverte du lundi au vendredi de 7 h 30 à 13 h 30 et de 14 h 45 à 20 h 45, le samedi, le dimanche et les jours de fête de 11 h à 17 h.

### Desserte
Yvris-Noisy-le-Grand est desservie à raison (par sens) d'un train toutes les 30 minutes aux heures creuses et en soirée, et de 2 à 4 trains par heure aux heures de pointe. Plus de 45 trains par jour desservent la gare vers Haussmann - Saint-Lazare et 44 vers Tournan.

### Intermodalité
La gare est desservie par les lignes 310, 312 et 320 du réseau de bus RATP.

Installations
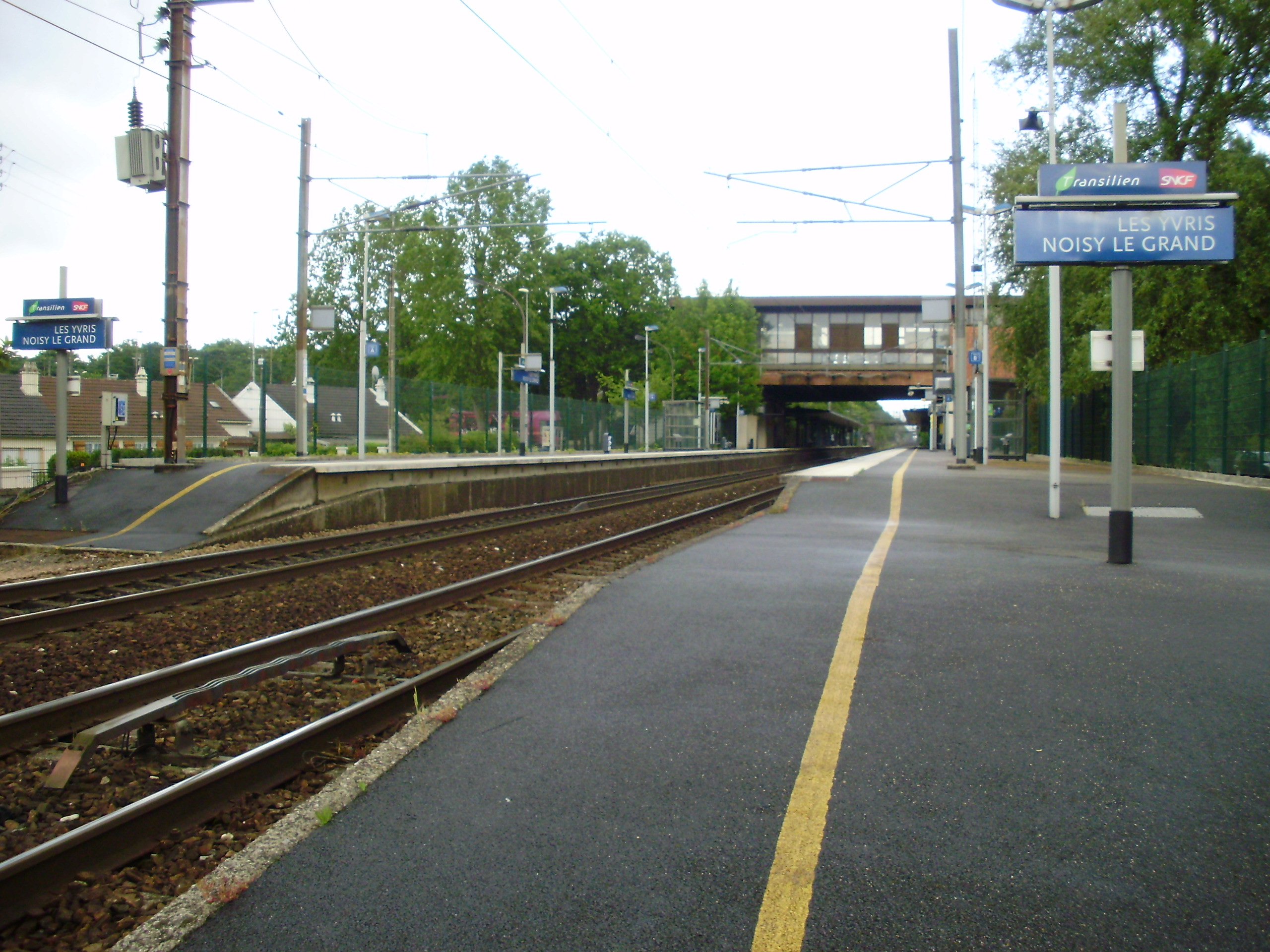
Quais, vue vers Tournan.
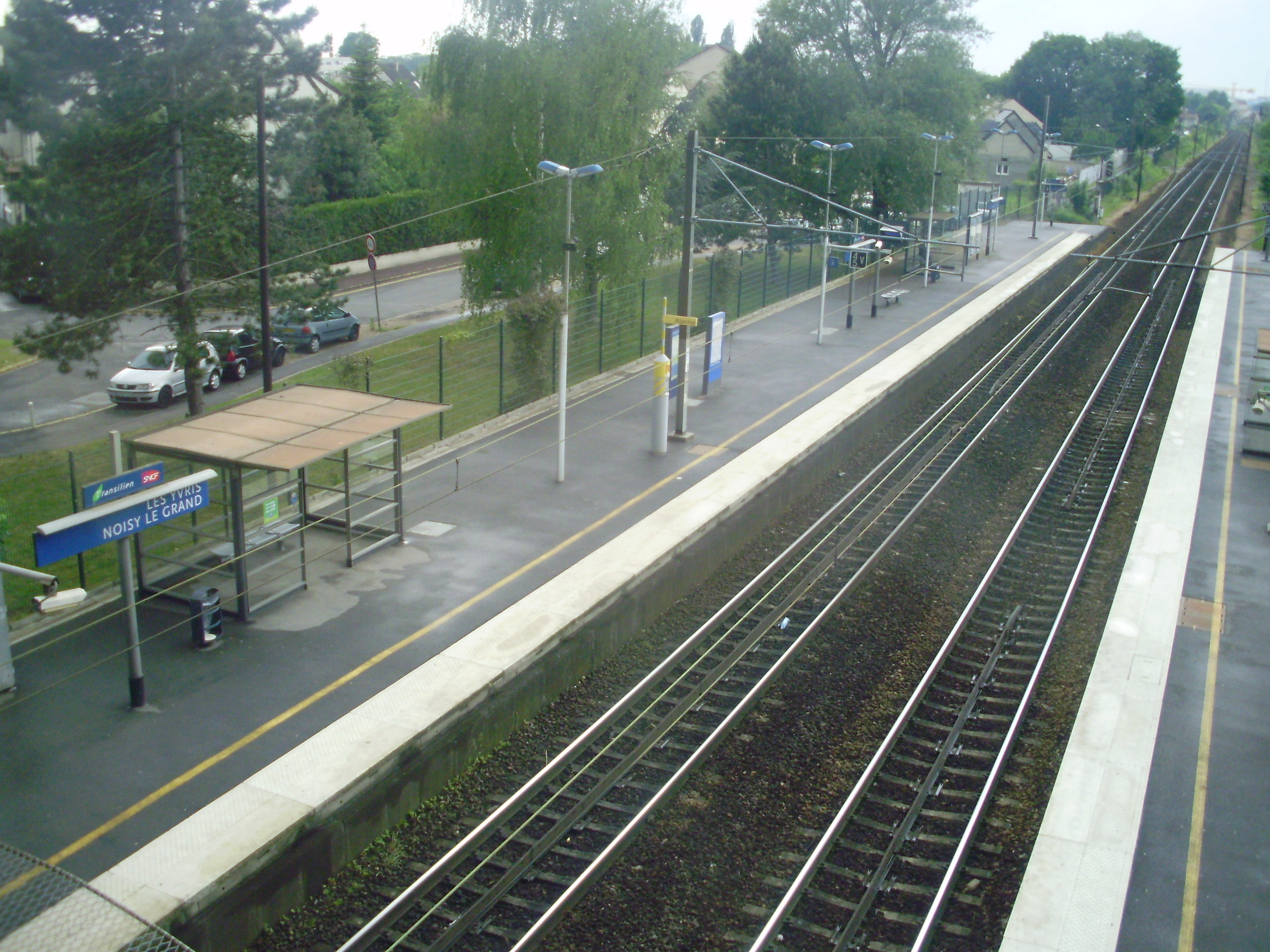
Quais, vue vers Paris depuis la passerelle.
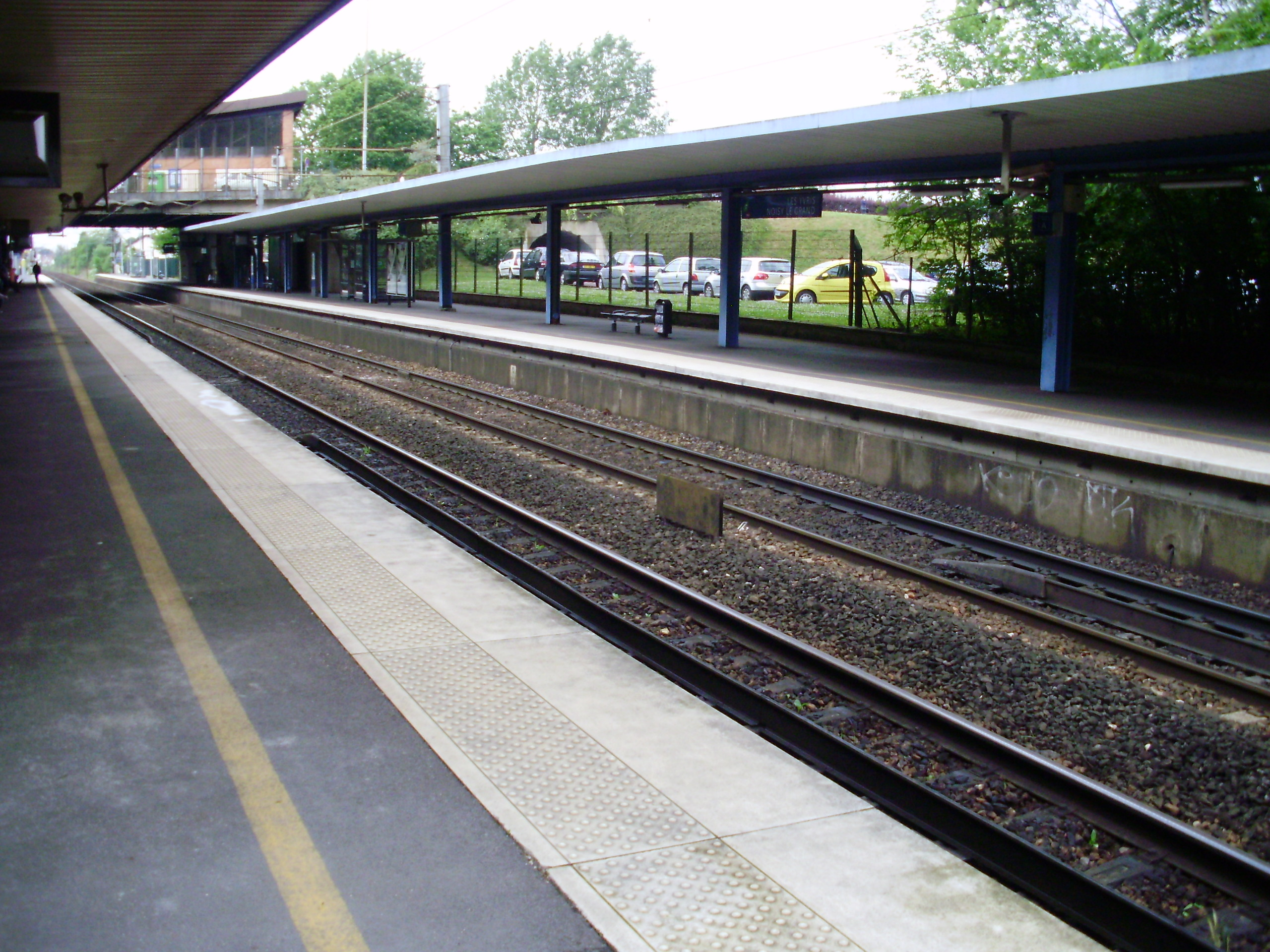
Quais, vue vers Paris depuis l'extrémité sud-est du quai.

## À proximité
- Parc de loisirs des Yvris, au nord
- Bois Saint-Martin, à l'est et au sud

## Projet de reconstruction de la gare
Dans le cadre du projet « RER E Est+ », prévu initialement en 2025 puis reporté à l'horizon 2031, la gare des Yvris-Noisy-le-Grand sera détruite puis reconstruite avec deux accès différents : l'accès principal près de la gare routière et un accès secondaire près de l'avenue du Bois-Saint-Martin. La gare se composera d'un quai central, d'un quai latéral et de trois voies. Pour que les voyageurs aient accès au quai central, une passerelle — munie d'ascenseurs pour la rendre accessible aux personnes à mobilité réduite — sera créée depuis le quai latéral et depuis l'accès secondaire. La desserte sera alors de quatre trains par heure toute la journée dans les deux directions.